# JR東日本E259系電力動車組
E259系是東日本旅客鐵道（JR東日本）的一個直流電特急型電動列車系列，也是第二款為來往成田國際機場的列車班次（特急「成田特快」）而製造的專用列車，於2009年10月1日投入服務，並已經取代之前服役的253系電聯車。

## 概要

### 開發經過
來往東京市區和約70公里外成田機場的方法主要有三種：鐵路方面，JR東日本列車自東京站出發，途徑總武快速線、成田線到達終點站成田機場站的行車距離為79.2公里。京成電鐵列車自京成上野站出發，途徑京成本線到達終點站成田空港站的行車距離為69.3公里。而利用公路的方式則是從箱崎出入口開始計算，途經首都高速道路、東關東自動車道、新空港自動車道，全程總長68.9公里。
1991年3月19日，JR東日本開辦的成田國際機場的特急列車「成田特快」，並以專用列車253系提供服務。隨著來往成田國際機場的航機班次增多，搭乘「成田特快」的人數也按年遞增。因此JR東日本直到2002年共訂購了5批253系列車以加強服務。
另一方面，為了增加大型客機的流量，成田機場2005年開始將2002年落成的B跑道延長至2500米，並提早於2009年10月22日完工。完成延長工程後，成田機場每年航班總數將從20萬增加至22萬，而使用成田機場的旅客數目也預計會繼續增加。同時，京成電鐵的成田機場線亦於2010年開業，屆時其往返成田機場的特急列車「Skyliner」將會轉用該路段。在更改行駛路線的同時，京成電鐵引入新型列車（AE型），並以更高的營運最高速度（每小時160公里）作招徠。
而253系自首批列車投入服務至今已近20年，也逐漸接近更新之年限。因此，JR東日本決定開發新型列車以全面取代253系。

### 繼承品牌形象
JR東日本非常重視「成田特快」的品牌形象，這點從253系的設計裡可見一斑。
253系的車體塗裝以黑、白、灰和紅色為主色，分別代表「黑暗無邊的宇宙」、「北極圈的白」、「平流層上灰色的天空」和「地平線上火紅的太陽」。車廂內部的裝潢則使用除灰色外的三種主色，統一車廂內外的觀感，再加上仿照飛機客艙的設計，確立了「成田特快」鮮明的品牌形象。
作為後繼型號的E259系，除會繼承這個品牌形象，更會將「成田特快」的服務質素提升至更高的層次以維持競爭力。此外，由於部分乘客是初到日本的外國旅客，「成田特快」作為他們首次在日本搭乘的特急列車，應為一個快捷舒適的列車服務，讓他們感受到日本的優良文化。

## 規格

### 車體

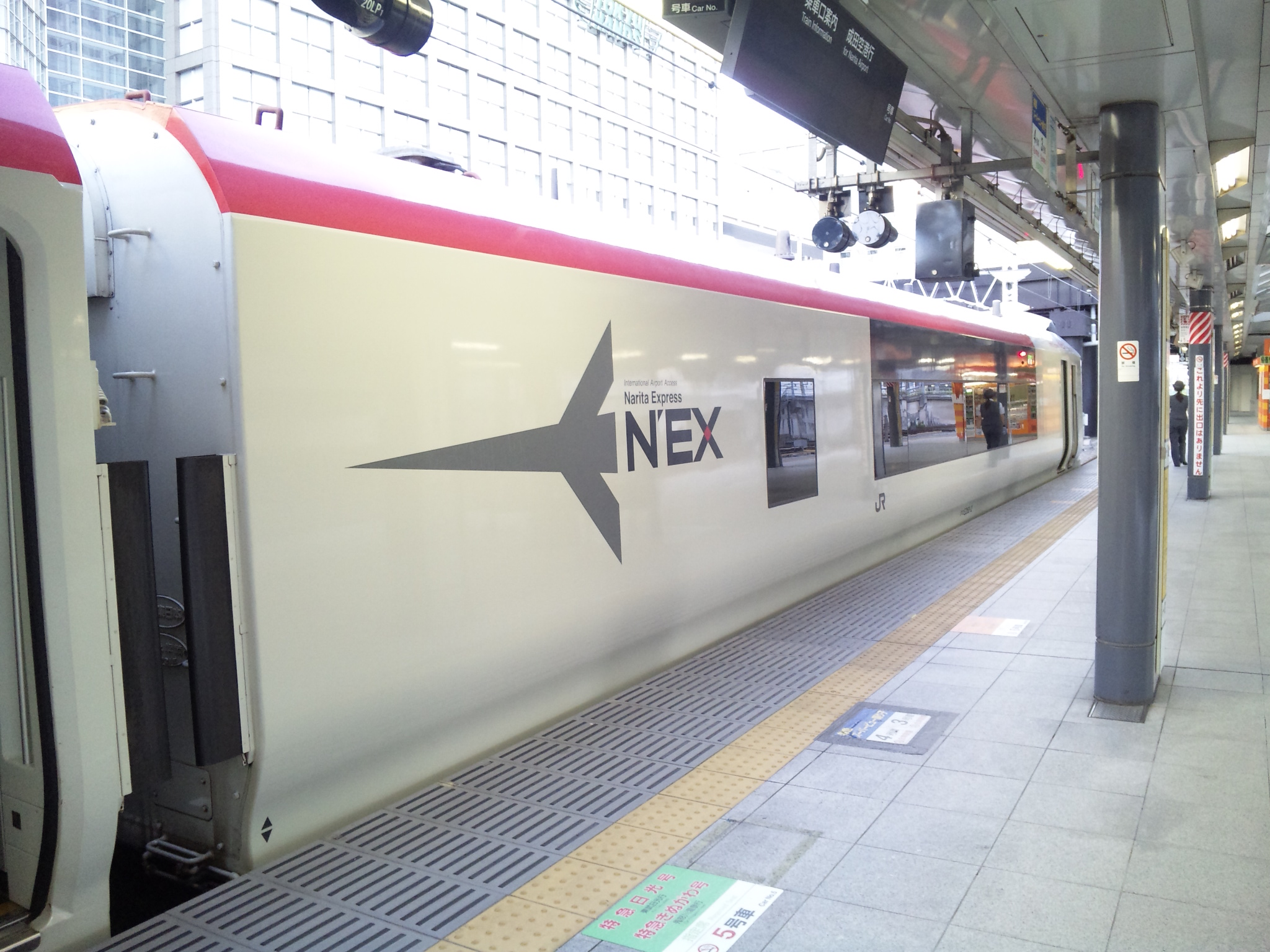
JR東日本E259系電聯車及其車身上之N'EX標誌(2011年9月攝於新宿站)

#### 構造
E259系的車體基本構造沿用自E653系起引入的鋁合金擠出加工部件及雙皮層構造技術，減少需要焊接的部分，而且車體的強度也有所提升。同時這些擠出加工部件在車體和客艙均設有如窗簾滑軌般的槽，令機件及客艙部件均可直接安裝在槽上，縮短更換部件所需工序及時間。
車廂地板並不是直接鋪在車體上面，而是先把一層鋁板鋪在車體上面，然後再把E257系採用的橡膠材料鋪在鋁板上面。這種構造能減低從車廂下方傳入和車廂內產生的噪音，令行駛時車廂更寧靜。
車體闊度和E257系一樣是2,946mm，但高度需要遷就在車廂內安裝的列車資料顯示屏而比E257系提高105mm。而為了方便乘客上下車，E259系降低車廂離地面高度（253系：1,190毫米，E259系：1,140毫米），令車廂與月台的高度差縮短至40毫米。車門採用單趟門設計，寬935mm（有效寬度926mm），方便使用大型行李箱的乘客。普通車廂在兩端均設有車門，而綠色車廂則只有在近駕駛室一端設有車門。側面車窗為一塊連續車窗，高度從253系的600mm擴大至750mm。
E259系的車頭形狀和253系有很大分別——E259系採用類似 E351系的高駕駛室設計，以令列車連結時乘客可在兩列列車間走動。但這樣的設計需要考慮收藏列車連接用風擋的安裝位置，以及駕駛室的視野及駕駛台的編排等限制。因此設計時曾製造一個實物大模型，以找出最不影響駕駛視野和機器安裝位置的設計。而車頭的長度則因為設計及機器安裝空間而增加至21,000mm（連車勾總長度為21,430mm），比E257系長500mm。而駕駛室的車窗玻璃則採用自E233系使用的綠色玻璃。這種玻璃能減少太陽光和紫外光透入駕駛室，有助改善駕駛的視野。E259系設有3支雨刷，其中中間一支為輔助雨刷，在故障時能維持一定能力。

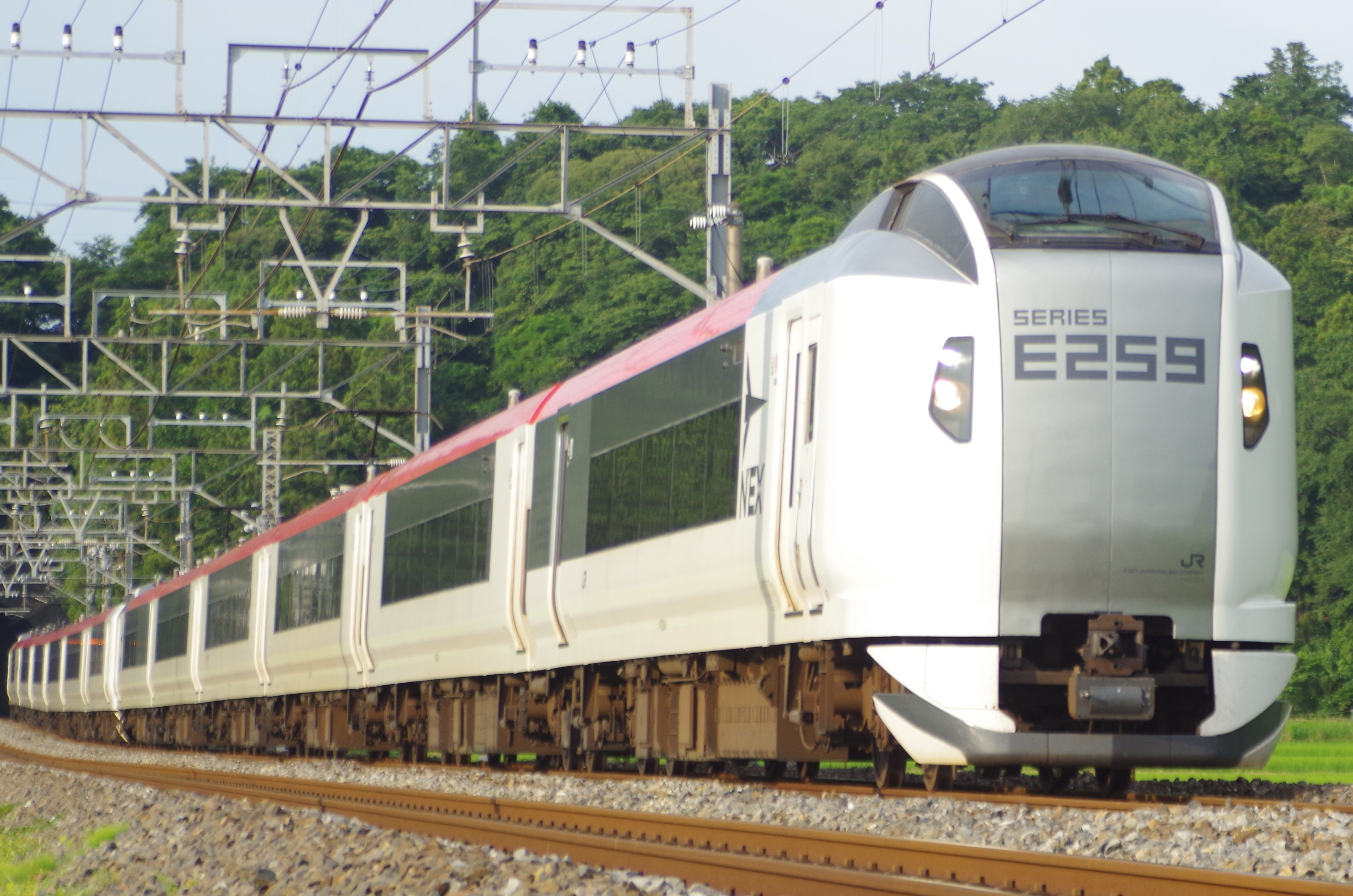
新塗裝

車頭燈和尾燈均設於貫通車門的兩側。其中上方的車頭燈有2組，分別是較高的高強度氣體放電燈（HID）和中間的密封聚束燈。最低的尾燈則是紅色發光二極體（LED）模組。安裝於車體兩側的方向幕則是自E233系使用的全色LED方向幕。

### 內裝
E259系的車內座椅有電源插座（100伏特），在車廂兩端放行李的地方新增加可讓乘客自行設定密碼的密碼鎖以鎖住行李，另外車廂內提供免費的WiFi及需要付費的WiMAX上網服務。

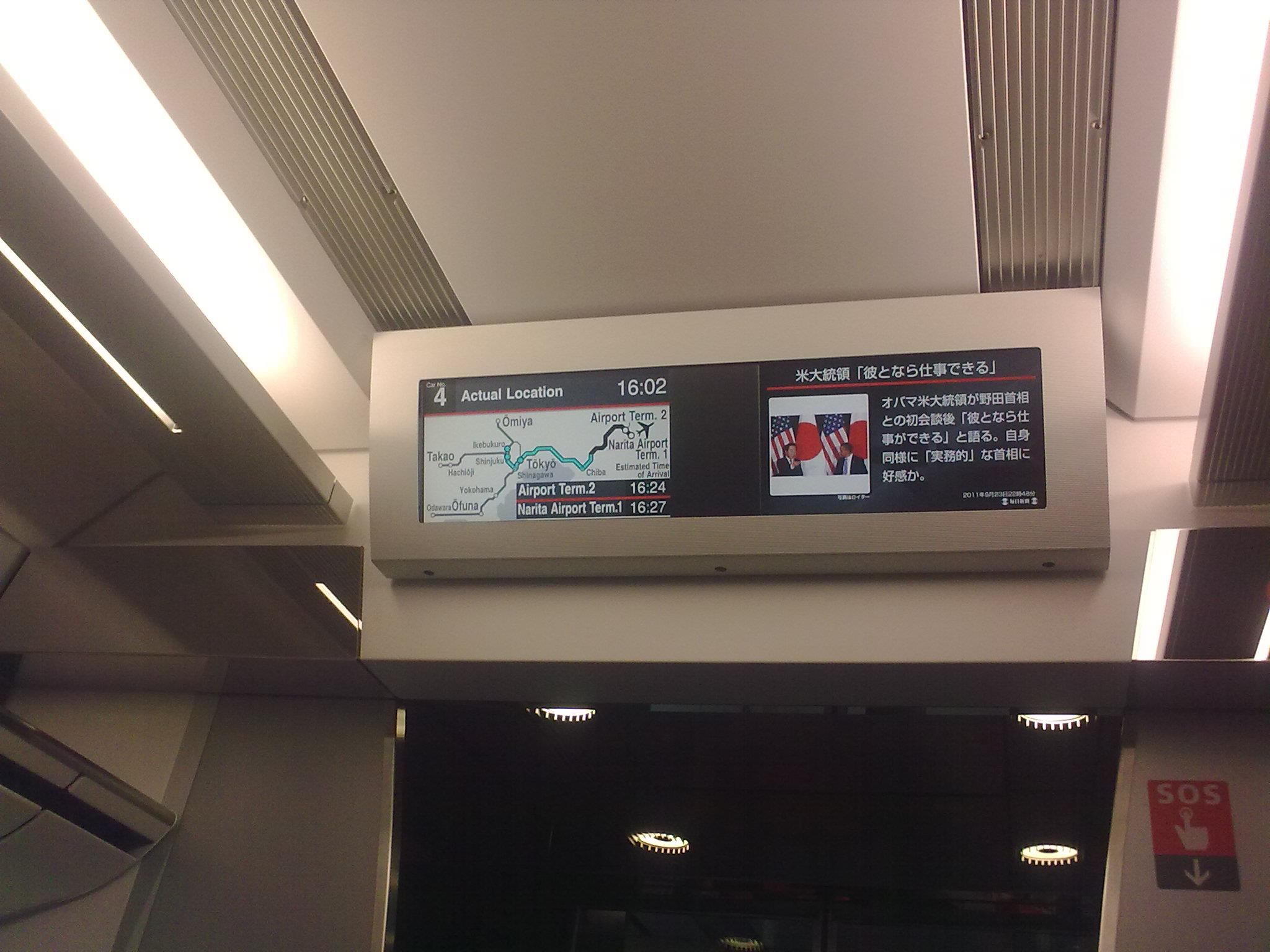
E259系車廂內的四國語言資訊顯示器

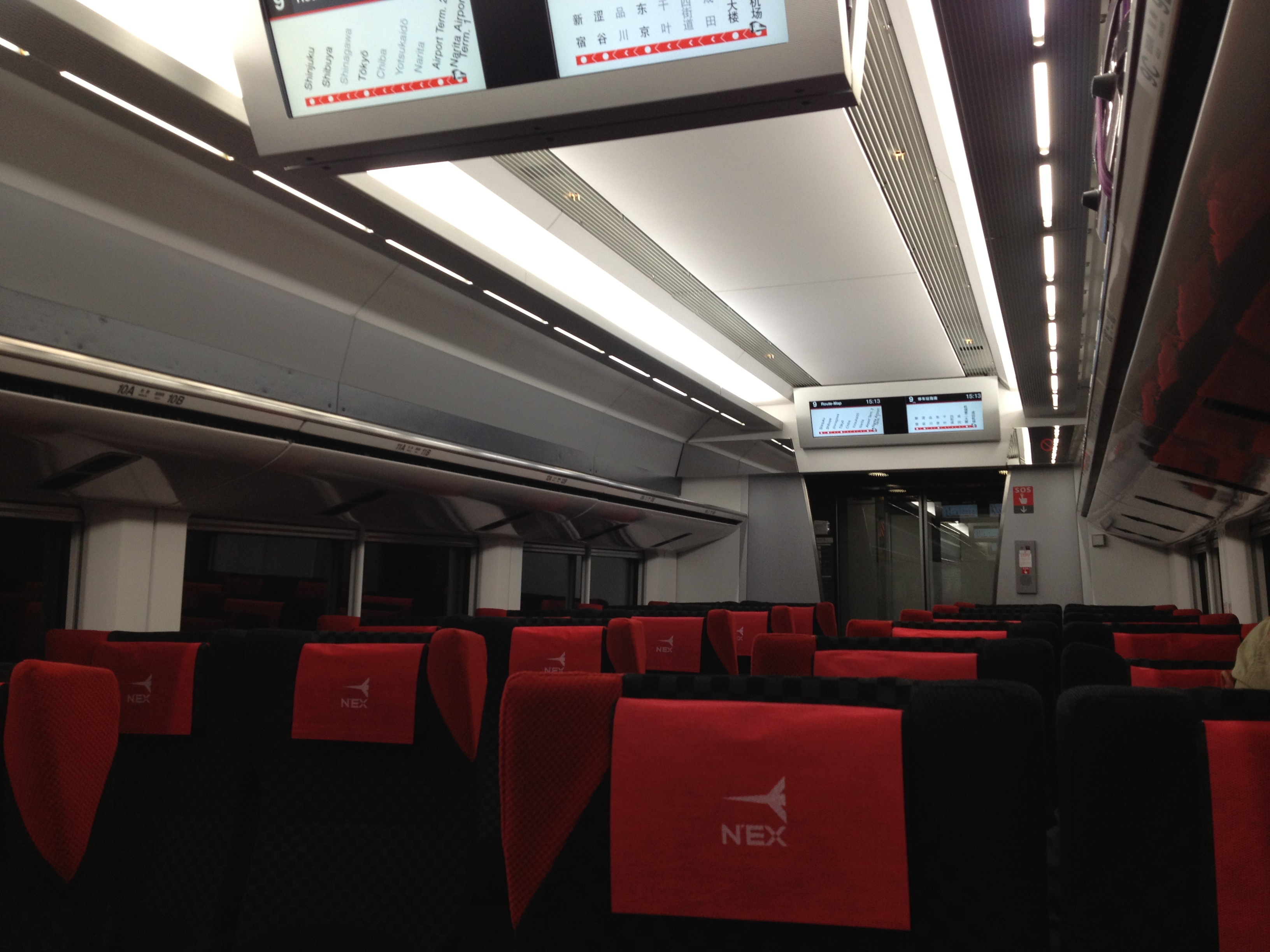
E259系車廂內部

車廂內的液晶螢幕可顯示日文、英文、簡體中文及韓文四種語言的行車資訊、氣象、新聞及機場航班資訊（部分資訊僅提供日文、英文兩種語言。）。
車廂內語音廣播亦採用日文、英文、中文及韓文四種語言。

## 列車編組
以下是E259系現時（2012年12月）的編組方式：
| 基本編組     | ←澀谷、新宿、橫濱、大船方向 | ←澀谷、新宿、橫濱、大船方向 | ←澀谷、新宿、橫濱、大船方向 | 成田機場、東京方向→ | 成田機場、東京方向→   | 成田機場、東京方向→ | 成田機場、東京方向→ |
| 車廂編號     | 1/7                         | 2/8                         | 3/9                         | 4/10                | 5/11                  | 6/12                | 6/12                |
| 生產編號制式 | E258形0番台 Tc'             | E258形0番台 M               | E259形0番台 M'              | E258形500番台 M     | E259形500番台 M'      | E259形0番台 Tsc     | E259形0番台 Tsc     |
| 動力車輛     |                             | ●                           | ●                           | ●                   | ●                     |                     |                     |
| 設備         | - 控制室                    | - 輪椅停泊位                | - 集電弓                    |                     | - 集電弓 - 後備集電弓 | - 控制室 - 洗手間   | - 控制室 - 洗手間   |
| 車廂等級     | 普通                        | 普通                        | 普通                        | 普通                | 普通                  | 綠色                |                     |

## 車輛運用
E259系是特急列車「成田特快」的專用列車，正常情況下均以6輛+6輛 (即兩組連結) 的編組行駛，兩組列車於東京站至成田機場站路段會以連結形式運行，兩組列車會於東京站解除連結，分別以「新宿/八王子」系統及「橫濱/大船」系統分開運行至終點站（現時劃一以新宿為東京都內終點站、大船為神奈川縣內終點站）。
2014年至2019年期間，部份班次於星期六及假日期間會以富士急行河口湖站為終點站（有關特急列車服務現以富士回遊（新宿站至河口湖站）列車代替）。
2021年至2020年期間，在某些長假期間，亦充當臨時列車「海洋特快舞女號」(マリンエクスプレス踊り子)以6輛編組（配有特定列車標誌）行走1-2班。2024年2月17日，作為列車舊塗裝最後班次，再次以「海洋特快舞女號」行駛大船站與熱海站之間（臨時列車）
2024年3月16日起，配合列車新塗裝及取代老化的255系特急列車，E259系亦會以特急潮騷號（しおさい）行駛東京站至銚子站之間。
在載客營運前的試車期間，E259系也有進入其他路線的記錄。

## 車內服務
車內由列車銷售員提供飲品及零食等販售服務，可使用日幣現金或以Suica作為支付工具。

## 今後計劃
隨著本列車於2009年10月1日投入服務，E259系在接下來半年陸續取代餘下的253系基本編組列車。2009年10月，所有253系電聯車附屬編組列車均已退出普通班次的服務行列，令「成田特快」列車編組方式統一為6輛或12輛（兩列6輛編組列車連結）編組。
253系電聯車除車齡最低的第1批2列3輛編組讓渡給長野電鐵改造為長野電鐵2100系電聯車及第5批列車更新為1000番台後取代485系和189系列車服務來往新宿和東武日光的「日光」號及「鬼怒川」號特急列車外，其餘列車均已被運往長野拆毀。。